# Nicolau Rolin

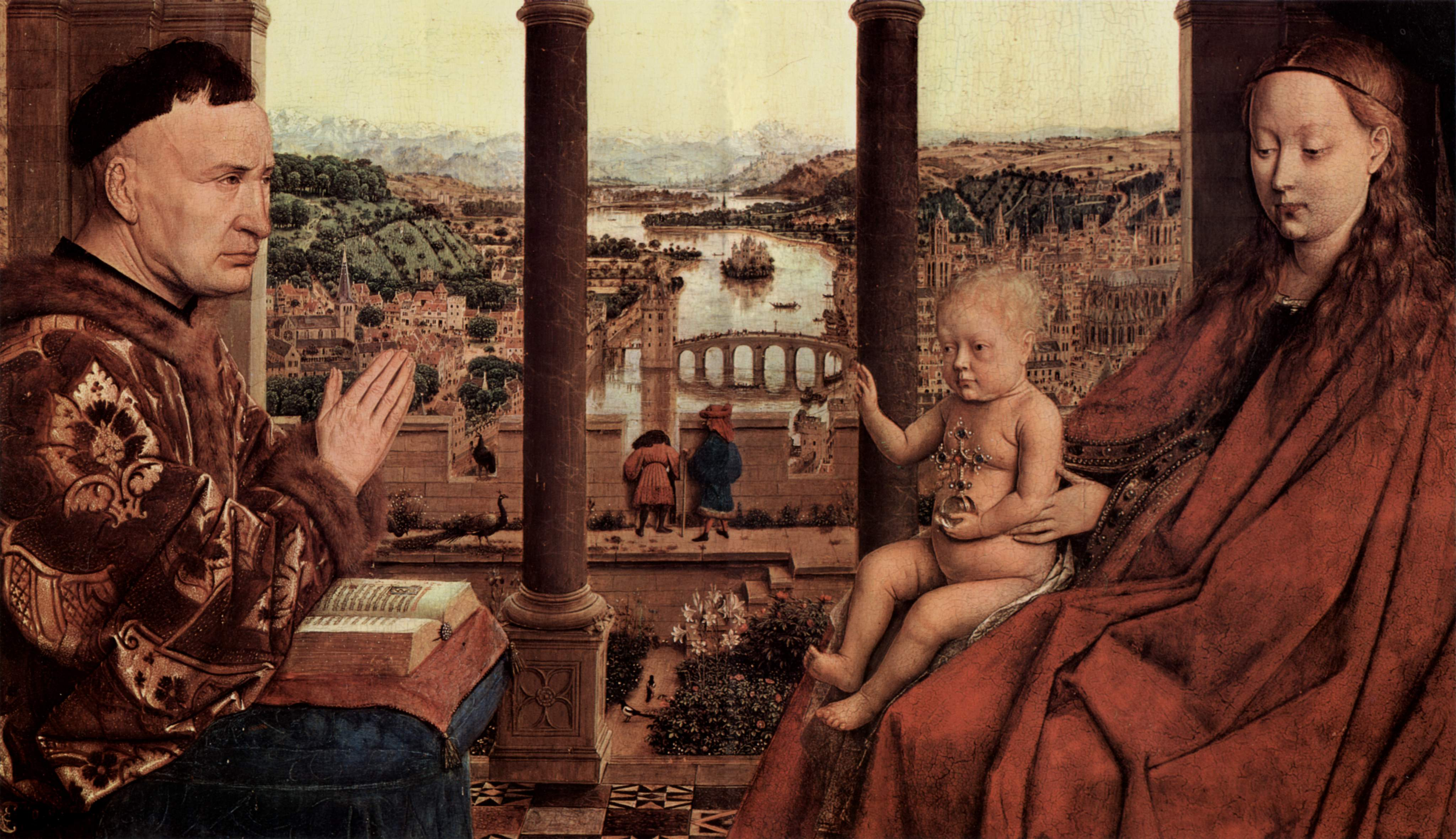
La Mare de Déu del canceller Rolin per Jan van Eyck (Louvre)

Nicolau Rolin (1376-1462) va ser una figura principal en la història de Borgonya i França, que va arribar a ser canceller de Felip "el bo", duc de Borgonya.

## Biografia
Va néixer dins una família burgesa d'Autun. Es va casar per primer cop el 1398 en una cerimònia de triple matrimoni: la seva mare vídua amb un burgès de Beaune, i ell i el seu germà casats amb dues filles del nuvi, Perrenet Le Mairet. Tanmateix, totes tres núvies varen morir al cap de pocs anys. Abans de 1407 es va casar amb Marie des Landes, un matrimoni que preparava el camí per a la seva entrada a la burgesia de París. El 1422, el fan canceller de Felip "el bo", un càrrec que va ocupar durant més de quaranta anys com un dels arquitectes principals de l'èxit del monarca. Rolin estava directament relacionat amb Joan sense por que era padrí del seu tercer fill. Va enviudar i, el 1421, es torna a casar amb Guigone de Salins (1403-1470) i junts varen establir els Hospicis de Beaune. Rolin va ser un dels redactors del Tractat d'Arras de 1435 pel qual Carles VII de França reconeixia la independència de Borgonya, separant-se així del bàndol anglès a la Guerra dels Cent Anys.

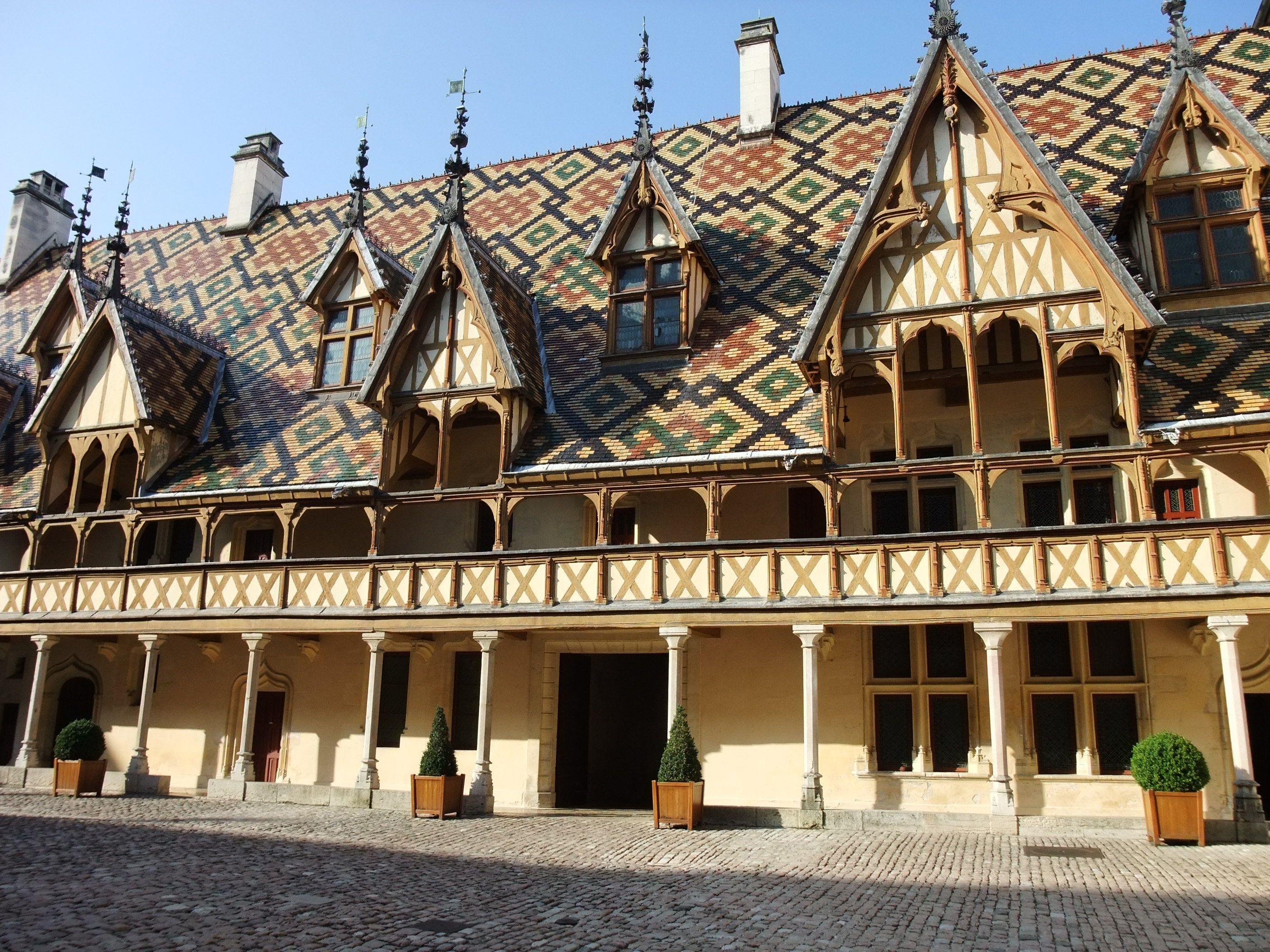
Hospici de Beaune

La casa natal de Rolin és actualment el Museu Rolin a la ciutat d'Autun. Va posseir el castell d'Oricourt i el 1435 va encarregar a Jan van Eyck el famós quadre La Mare de Déu del canceller Rolin ara al museu del Louvre.
El canceller acostumava a assistir a matines a l'església de Notre-Dame-du-Châtel durant les seves estades a Autun, i va obtenir permís del papa per a celebrar la missa de l'alba a casa seva, al començament de la seva ocupada jornada d'activitat política. La imatge sembla haver estat pintada, llavors, quan el canceller va obtenir aquest permís papal. La seva trobada cara a cara amb la Mare de Déu en un palau semblant a la ciutat celestial de Jerusalem no és una expressió d'arrogància o vanitat personal, sinó un signe de la intensitat de la seva devota esperança per la salvació i la vida eterna.
Un dels seus fills va ser el cardebal Jean Rolin. Un altre fill, Louis, va morir al camp de la batalla de Grandson el 1465, mentre que un tercer, Antoine, va tenir diverses càrrecs a la cort com camarlenc de Carles I de Borgonya.

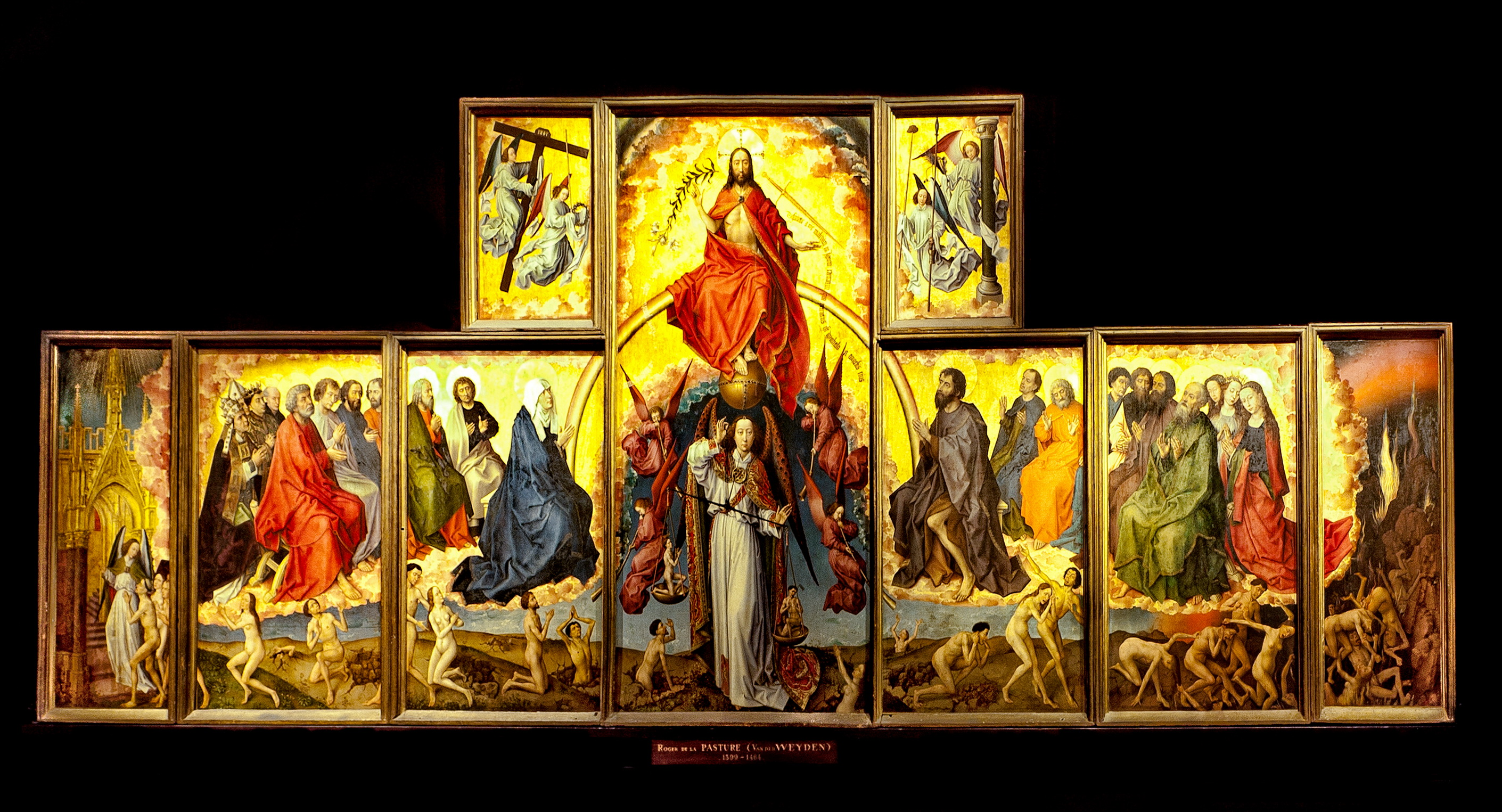
El Judici Final de Roger van der Weyden

## Hospicis de Beaune
Havent fundat els Hospicis de Beaune amb la seva tercera esposa Guigone de Salins el 1443, el 1452 Rolin va crear un orde religiós nou, "Les germanes hospitalàries de Beaune" amb l'autorització rebuda del papa Eugeni IV. Va encarregar la pintura d'un retaule per a l'hospici, El Judici Final al pintor flamenc Rogier van der Weyden.